# 堀泰一郎
堀 泰一郎（ほり たいいちろう、1935年4月24日 -  ）は、日本の政治家。宮崎県（旧）小林市長（3期）、（新）小林市長（1期）。

## 経歴
宮崎県西諸県郡小林町（現・小林市）出身。亜細亜大学商学部卒。高等学校教諭を経て、小林市議会議員、同議長となり、1995年の小林市長選挙で初当選した。同年4月26日に就任した。

### 2003年(旧)小林市市長選挙
2003年の選挙で新人を破って3選を果たした。
※当日有権者数：32,127人 最終投票率：77.96%（前回比：-pts）
| 候補者名 | 年齢 | 所属党派 | 新旧別 | 得票数   | 得票率 | 推薦・支持 |
| -------- | ---- | -------- | ------ | -------- | ------ | ---------- |
| 堀泰一郎 | 68   | 無所属   | 現     | 16,074票 | 64.8%  | -          |
| 牧野尚之 | 50   | 無所属   | 新     | 8,747票  | 35.2%  | -          |

須木村との合併で新「小林市」となるため、2006年3月19日に市長を退任した。同年4月の市長選で無投票初当選し、初代市長となる。同月23日に就任した。
2010年の選挙には立候補しなかった。同年4月22日に退任した。